# Alphonse Lavallée-Smith
Alphonse Lavallée-Smith (* 17. April 1873 in Berthierville, Québec; † 23. Juli 1912 in Sainte-Agathe-des-Monts) war ein kanadischer Komponist, Organist und Musikpädagoge.

## Leben und Wirken
Der Sohn von Wenceslas Smith und Zénobie Lavallée, einer Cousine von Calixa Lavallée, besuchte von 1886 bis 1893 das Nicolet Seminary und studierte bei Octave Chatillon in St-Thomas-de-Pierreville. Nachdem er drei Jahre als Organist an der Nicolet-Kathedrale gewirkt hatte, ging er nach Montreal, wo er Schüler von Romain-Octave Pelletier und Hilfsorganist an den Kirchen St-Jacques und ab 1896 Notre-Dame war.
Von 1896 bis 1897 studierte er in Paris bei Théodore Dubois, Eugène Gigout, Alexandre Guilmant und Charles-Marie Widor. Nach seiner Rückkehr wurde er Organist an der Kirche St-Henri und Lehrer am Collège de Montréal. 1905 gründete er in Montreal das Conservatoire national de musique, das er bis zu seinem Tode leitete. Zu seinen Schülern gehörten Émile Gour, Germain Lefebvre und Joseph-Élie Savaria.
Lavallée-Smith komponierte Kantaten, geistliche Chorwerke, Lieder und patriotische Gesänge, Orgelwerke und eine Operette. Ein Requiem aus seinem Todesjahr wurde zu seiner Beerdigung in der Kirche St-Henri uraufgeführt.

## Werke
- Cantate du Séminaire de Nicolet nach einem Text von Louis-Honoré Fréchette, 1903
- La Nativité, Kantate
- Gisèle, Operette, Uraufführung 1924
- Requiem Mass, 1912